# 土门镇 (丹凤县)
土门镇，是中华人民共和国陕西省商洛市丹凤县下辖的一个乡镇级行政单位。
2015年，陕西省民政厅批复同意将土门镇东楼村、八龙庙村划归竹林关镇。

## 行政区划
土门镇下辖以下地区：
纸房沟村、龙泉村、土门村、八十河村、七星村、长沙沟村、龙王庙村、高峪村、黑沟村和八里十河村。